# 4. brigada divizije »Venezia«
Za druge 4. brigade glejte 4. brigada.
4. brigada divizije »Venezia«  je bila brigada v sestavi Narodnoosvobodilne vojske in partizanskih odredov Jugoslavije in ki je delovala med drugo svetovno vojno na področju Kraljevine Jugoslavije.